# Drottninggatan (Estocolmo)
A rua Drottninggatan (lit. Rua da Rainha) é uma conhecida rua do centro de Estocolmo, a capital da Suécia.
Tem 1,5 km de extensão, começando na ponte Riksbron, sobre o canal da Norrström, e terminando no parque Observatorielunden, no bairro de Vasastaden.
É uma rua, na maior parte reservada a peões, com muito movimento, e muitos restaurantes, bares, cafés e lojas.
Entre outros pontos comerciais, tem um destaque especial o centro comercial Åhléns City.

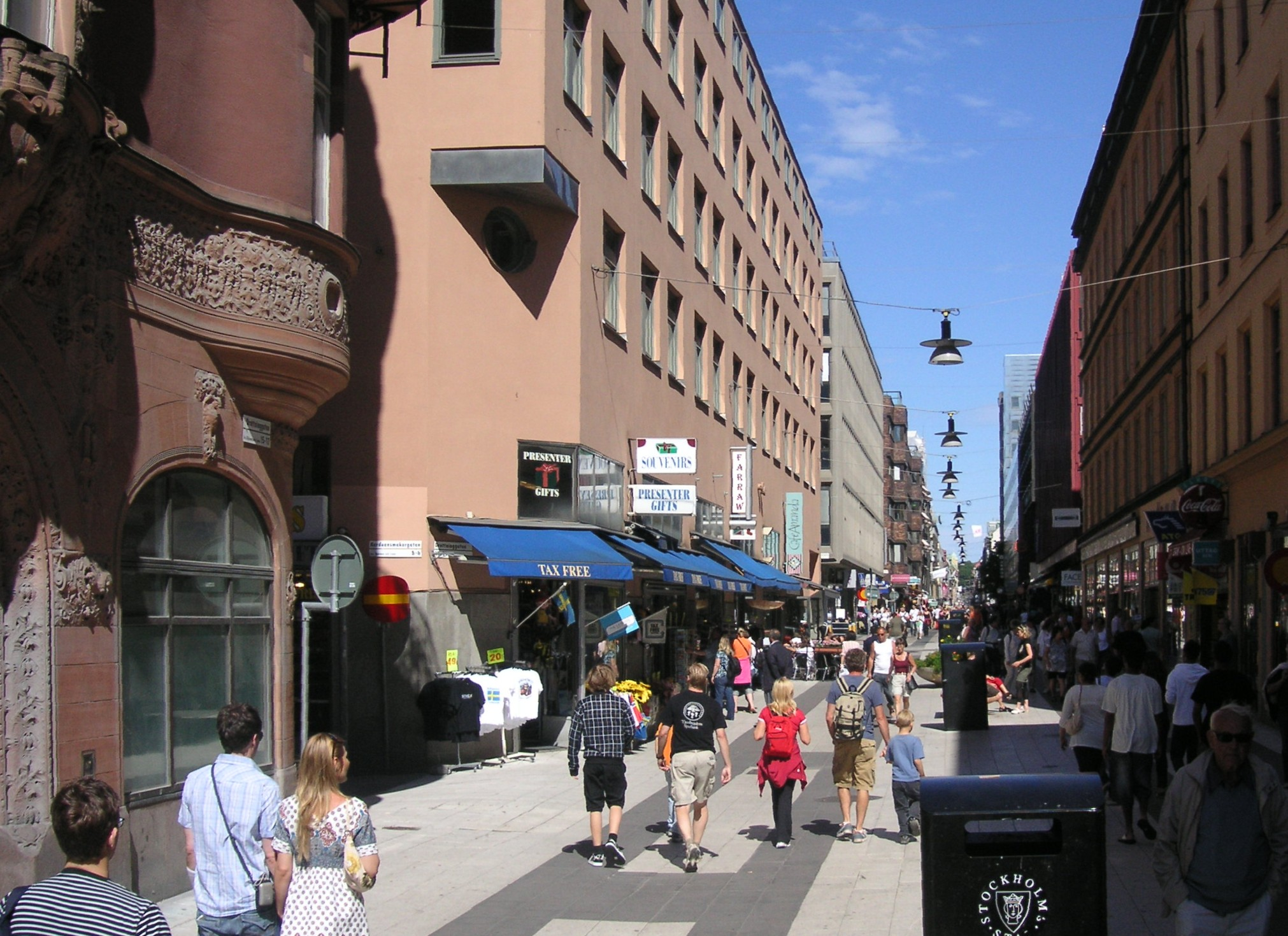
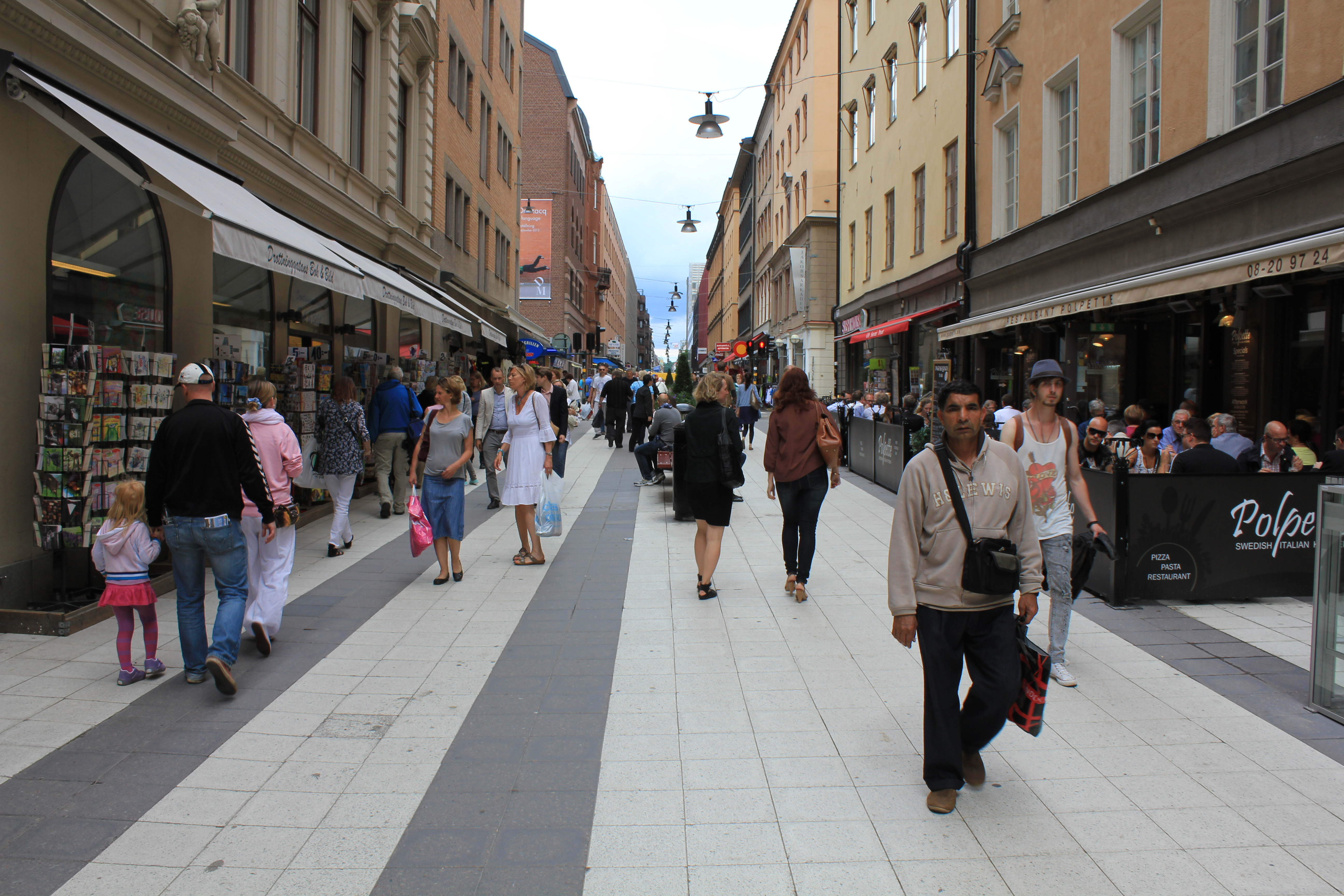
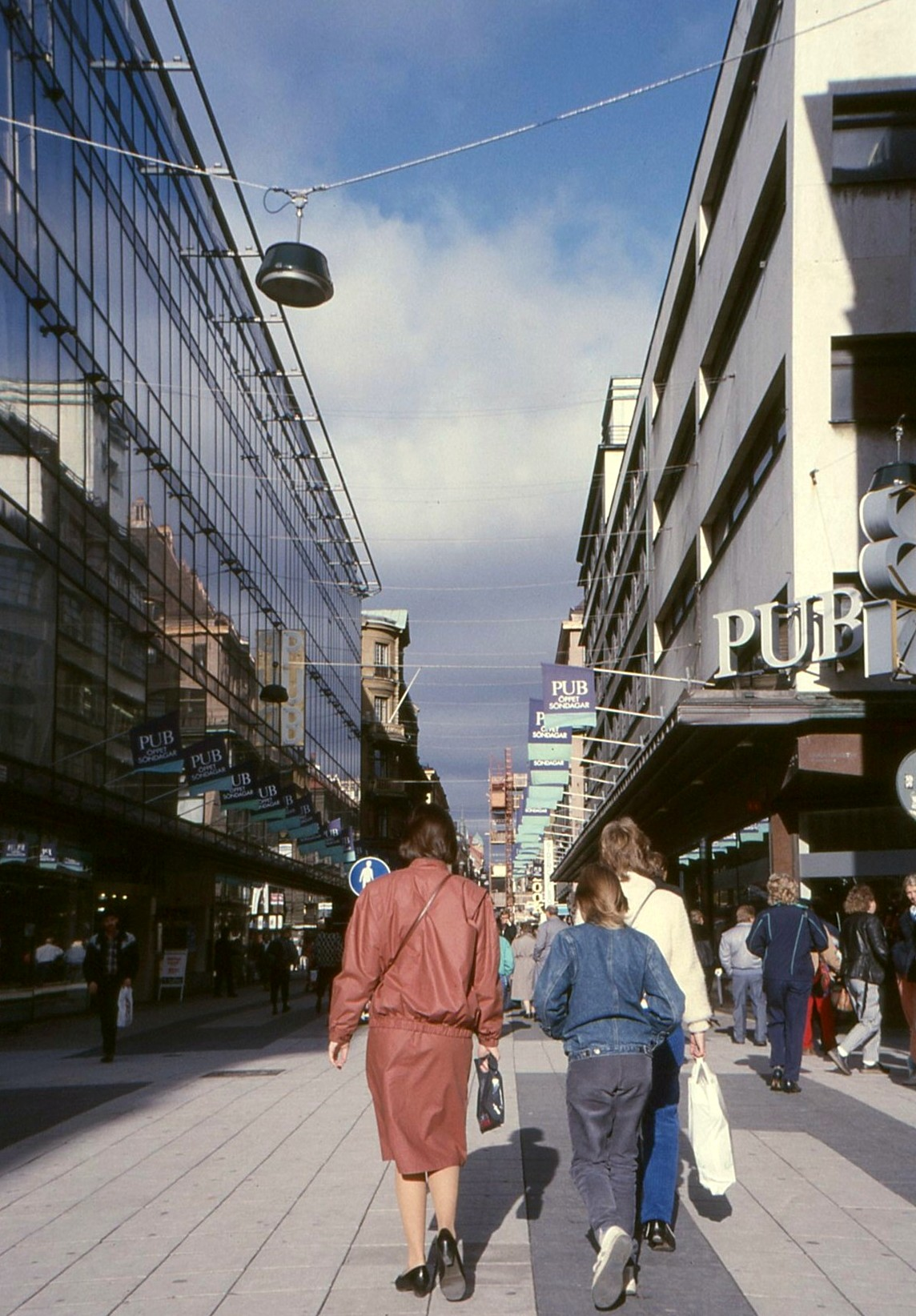
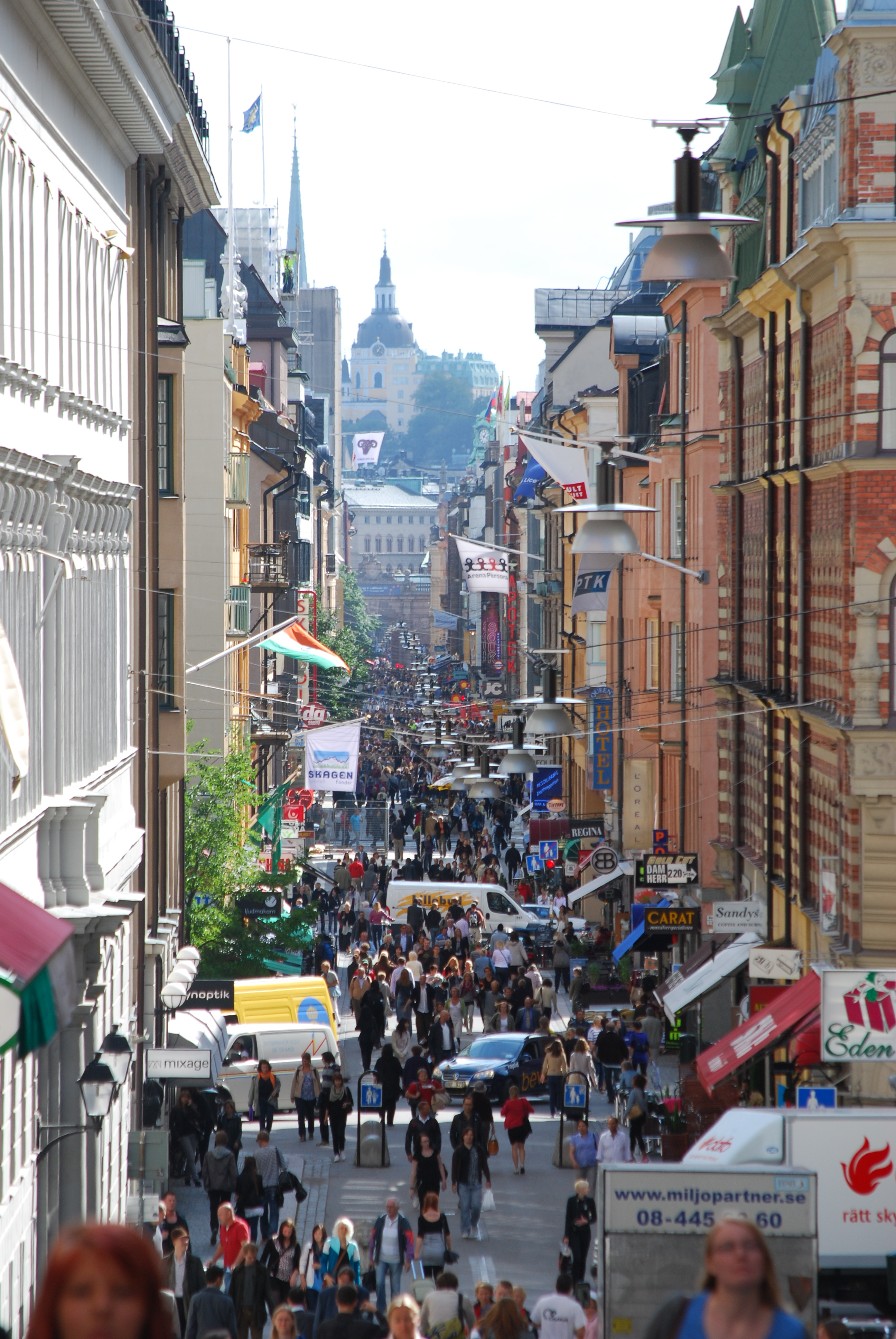
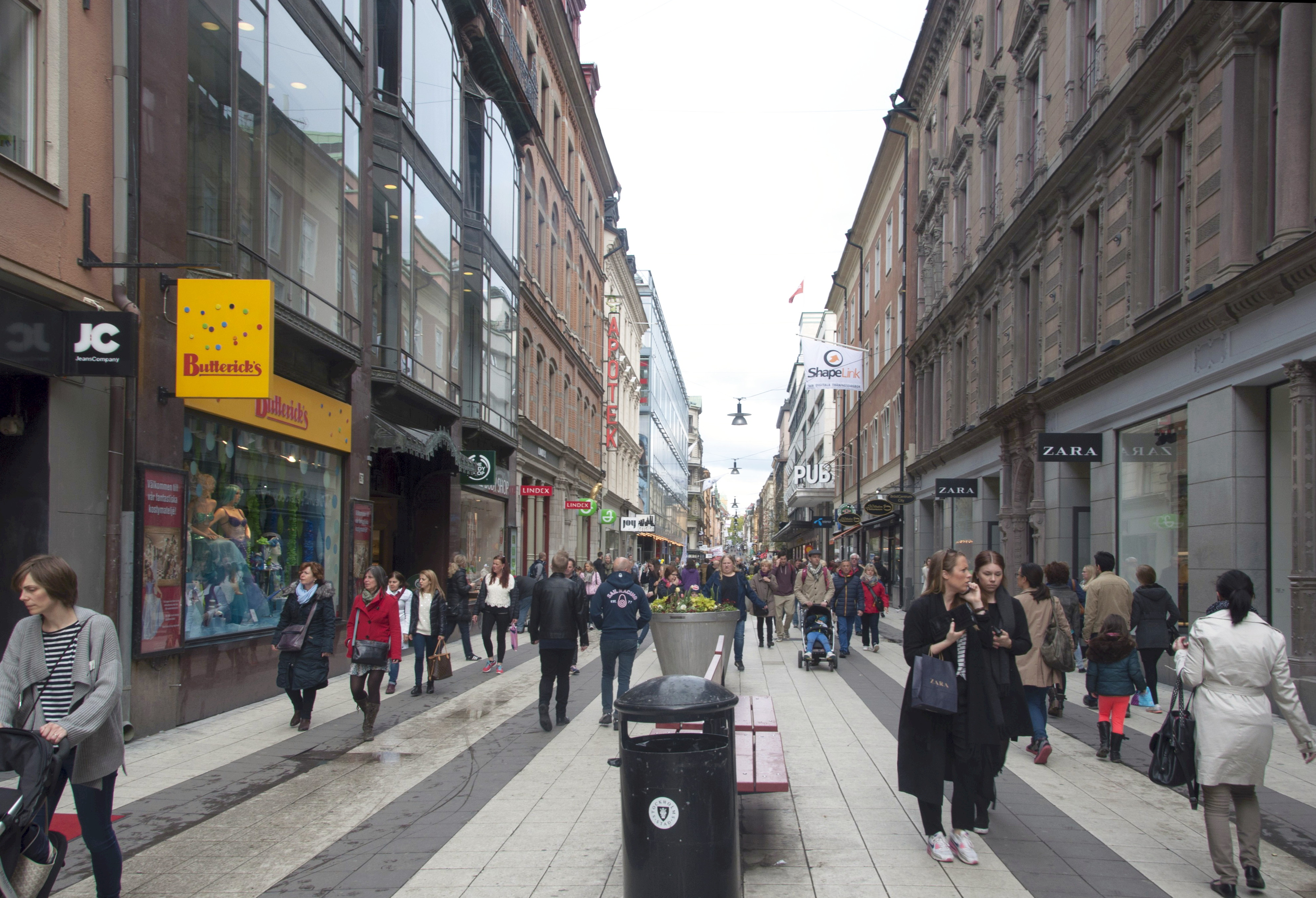
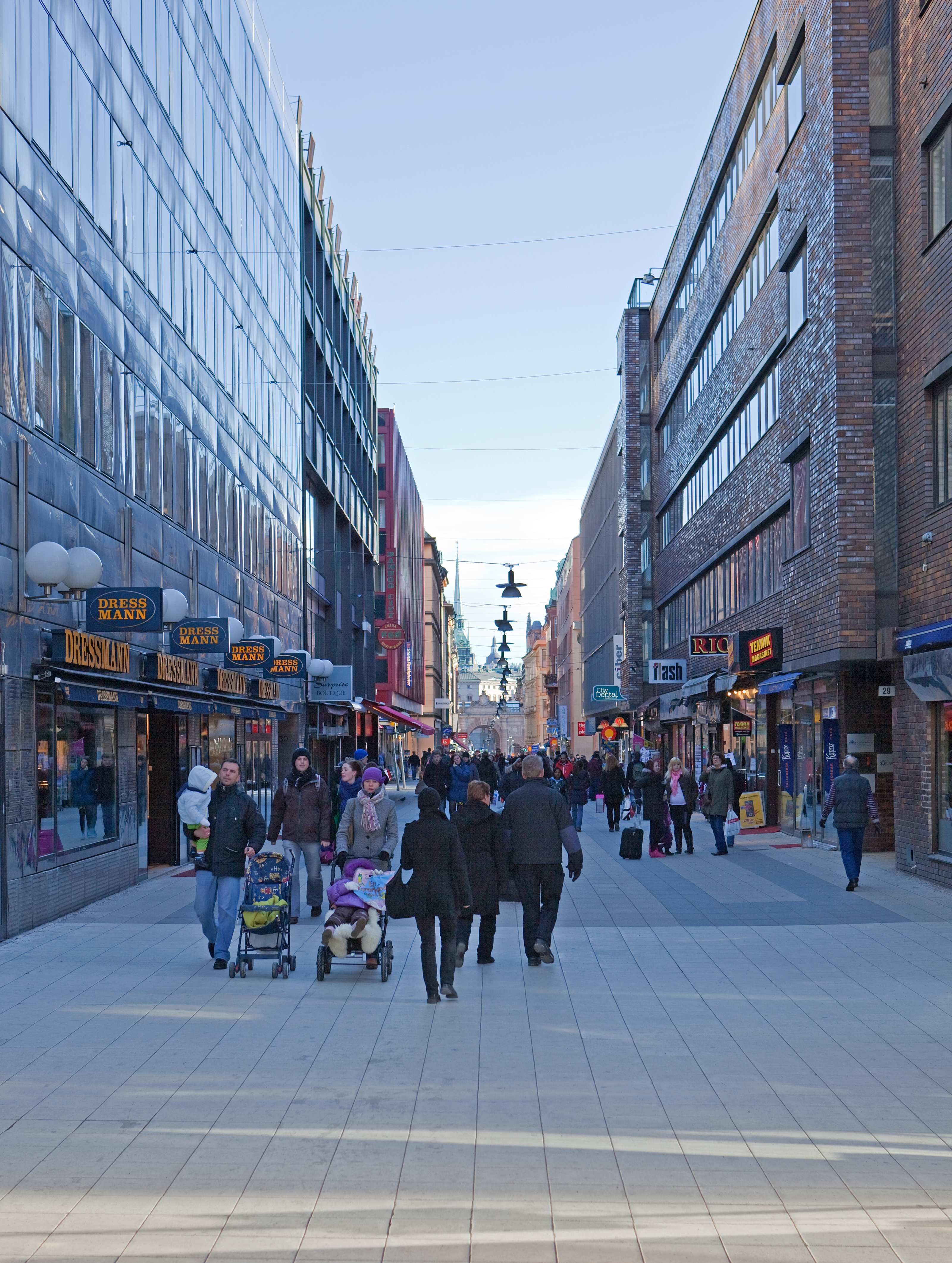
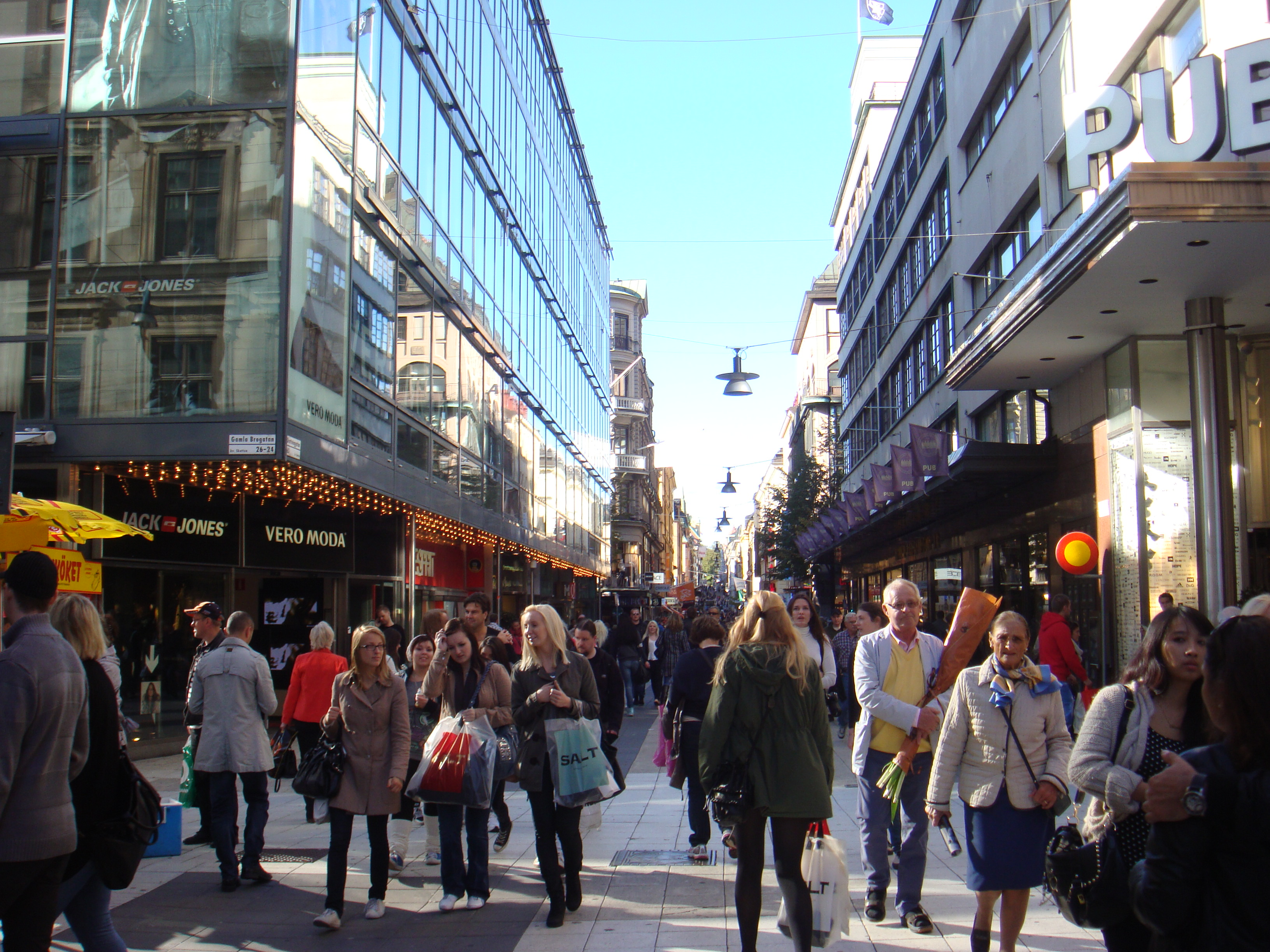
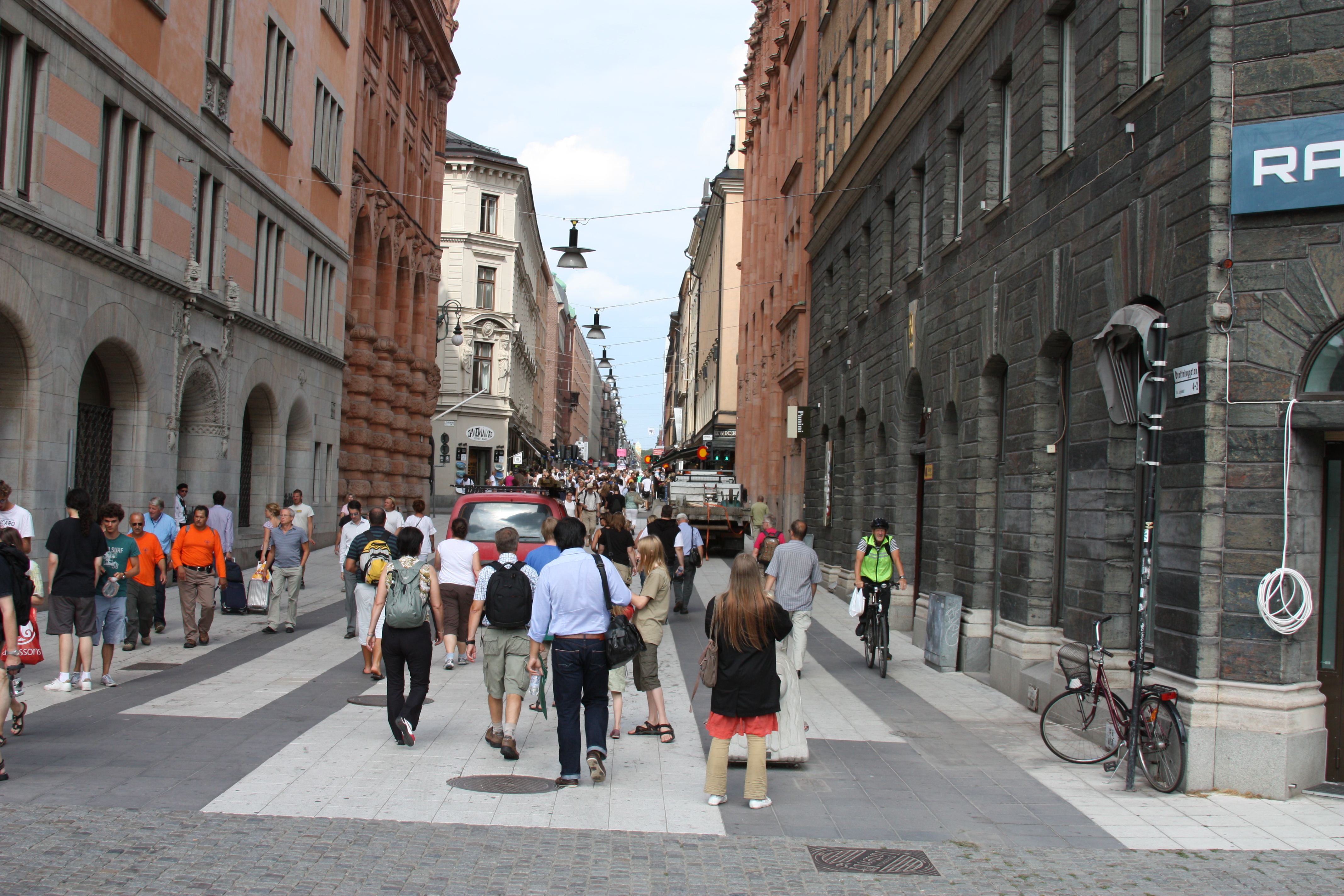